# Андріївка (Бориспільський район)
Андрі́ївка — село в Україні, у Бориспільському районі Київської області, підпорядковане Бориспільській міській громаді. Розташоване за 7 км на північний схід від Борисполя в низовині. Згідно з переписом 2001 року населення становить 169 осіб. Неподалік від Андріївки знаходиться великий вільшаний ліс. Також славиться біблійним інститутом та табором Word of Life

## Історія
Заснована Андріївка переселенцями з села Сеньківка. Назву одержало від імені першого поселенця Андрія Пруса. За переписом 1926 року, цей населений пункт значився як Сеньківський хутір Прусів. У ньому налічувалося чотири господарські володіння і 84 жителі.

## Населення

### Мова
Розподіл населення за рідною мовою за даними перепису 2001 року:
| Мова       | Кількість | Відсоток |
| ---------- | --------- | -------- |
| українська | 166       | 98.22%   |
| російська  | 2         | 1.19%    |
| вірменська | 1         | 0.59%    |
| Усього     | 169       | 100%     |